# Фулвии
Фулвии (Fulvier; Fulvius; Fulvia) e името на римския род (gens) Фулвия, плебейска фамилия в Римската република, идваща от гр. Тускулум (Tusculum) в Лацио.
Основателят на фамилията Луций Фулвий Курв е консул през 322 пр.н.е. Сред големите клонове на фамилията са Флак (Fulvii Flacci) и Нобилиор (Fulvii Nobiliores).
От женските членове на фамилията позната най-вече е Фулвия, внучка на Гай Гракх и съпруга на Марк Антоний.
Известни от фамилията:
- Луций Фулвий Курв, консул 322 пр.н.е.
- Марк Фулвий Курв Пецин, суфектконсул 305 пр.н.е.
- Марк Фулвий Петин, консул 299 пр.н.е.
- Гней Фулвий Максим Центумал, консул 298 пр.н.е., диктатор 263 пр.н.е.
- Марк Фулвий Флак (консул 264 пр.н.е.)
- Сервий Фулвий Пецин Нобилиор, консул 255 пр.н.е.
- Квинт Фулвий Флак (консул 237 пр.н.е.), консул 237, 224, 212 и 209 пр.н.е.
- Гней Фулвий Центумал (консул 229 пр.н.е.)
- Гней Фулвий Центумал Максим, консул 211 пр.н.е.
- Марк Фулвий Нобилиор (консул 189 пр.н.е.), консул 189 пр.н.е.
- Гней Фулвий Флак, претор 212 пр.н.е.
- Гай Фулвий Флак (легат), легат при брат си Квинт Фулвий 211 и 209 пр.н.е.
- Квинт Фулвий Флак (консул 180 пр.н.е.), суфектконсул от 180 пр.н.е.
- Квинт Фулвий Флак (консул 179 пр.н.е.)
- Луций Манлий Ацидин Фулвиан, консул 179 пр.н.е. с брат си Квинт
- Марк Фулвий Нобилиор (консул 159 пр.н.е.)
- Квинт Фулвий Нобилиор, консул 153 пр.н.е.
- Сервий Фулвий Флак, консул 135 пр.н.е.
- Гай Фулвий Флак (консул 134 пр.н.е.)
- Марк Фулвий Флак (консул 125 пр.н.е.)
- Марк Фулвий Бамбалион, политик, баща на Фулвия (* 80; + 40 пр.н.е.)
- Марк Фулвий Гилон, суфектконсул 76 г.
- Квинт Фулвий Гилон Битий Прокул, суфектконсул 99 г.
- Гай Фулвий Плавциан, консул 203 г., преториански префект по времето на Септимий Север, баща на Фулвия Плавцила
- Гай Фулвий Плавт Хортензиан, брат на Фулвия Плавцила
- Луций Фулвий Гавий Нумизий Петроний Емилиан, консул 206 г.
- Луций Фулвий Гавий Нумизий Емилиан, суфектконсул 223 и 235 г., консул 249 г.
- Фулвий Емилиан, консул 244 г.
- Фулвий Пий, консул 238 г.
- Фулвий Макриан Старши, римски узурпатор 260 г.
- Тит Фулвий Юний Макриан Младши, римски узурпатор 260 г.
- Тит Фулвий Юний Квиет, римски узурпатор 260 г.

Жени:
- Фулвия (дъщеря на Марк Фулвий Флак), съпруга на Луций Юлий Цезар III (консул 90 пр.н.е.)
- Фулвия Плавцила, императрица, съпруга на римския император Каракала
- Фулвия Флака Бамбула, третата съпруга на Марк Антоний
- Фулвия Пия, майка на император Септимий Север
- Фулвия (съпруга на Сатурнин)
- Фулвия (любовница на Квинт Курий), благородничка от заговора на Катилина
- Фулвия (* 192), дъщеря на Гай Фулвий Плавт Хортензиан и Аврелия, омъжена за Луций Нераций Юний Мацер (* 185), консул

Други:
- Базилика Фулвия в Рим
- Виа Фулвиа, римска улица в околността на античното Торино
- 609 Фулвия, астероид
- Ланчия Фулвия, автомобилен вид на фирмата Ланчия